# Esplanada (Belo Horizonte)
Esplanada é um bairro da região Leste de Belo Horizonte. A população do bairro é estimada em 8.800 moradores. O bairro ainda conserva características próprias de cidades interioranas mesmo se localizando próximo à região central da capital mineira.

## História
A área em que se localiza hoje o bairro Esplanada é o mesmo local em que existiam as Vilas Esplanada e Vila Independência (ambas tiveram as respectivas plantas aprovadas em 16 de dezembro de 1925). Essas vilas, juntamente com outras três vilas que viriam a constituir o bairro Pompeia, faziam parte da ex-colônia Bias Fortes, esta que foi incorporada à área suburbana da capital mineira pela Lei 0055. Até o ano de 1930, havia uma ponte de madeira na atual esquina da Avenida dos Andradas com Avenida Silviano Brandão, que fazia a ligação do Horto com o bairro.. Na época, havia poucas casas na região e o Ribeirão Arrudas corria em seu curso natural, com águas limpas, onde se podia pescar. No mesmo ano, foi construída no local uma ponte mais moderna, feita de concreto.
Conforme mapa cartográfico de Belo Horizonte de 1932, o traçado da Villa Esplanada já se encontrava devidamente delimitado.
Em 04 de fevereiro de 1977 as Vilas Esplanada e Independência passaram a serem denominadas bairro Esplanada, por meio da promulgação da Lei n° 2710.
A população é formada pelas mesmas famílias que deram origem ao bairro, ainda que haja uma crescente renovação com o aumento do número de edifícios de pequeno porte, que ocupam terrenos anteriormente baldios ou tomam o lugar de casas mais antigas geralmente ocupadas por núcleos unifamiliares. O lugar apresenta muitas escolas e lugares multi educacionais, como escolas infantis e cursos de inglês.

## Desenvolvimento e infraestrutura
As principais vias de acesso são a Avenida Silviano Brandão e Avenida dos Andradas, além da Rua Niquelina, que passa pelo bairro Pompeia. A rua principal do bairro é a Rua 28 de setembro, local onde está localizado a maior parte do comércio, que conta com bares, padarias, depósitos de construção, farmácias, entre outros. 
A Praça Santa Rita, localizada na porção central do bairro, encontra-se bem conservada e arborizada. É um espaço do bairro de convivência e de concentração para os eventos culturais promovidos eventualmente na região. Foram instalados nesta praça também aparelhos de ginástica para adultos e idosos, além de vários brinquedos para crianças. 
Destaca-se que havia uma passagem de nível no antigo acesso do bairro São Geraldo ao bairro Esplanada, que era uma ponte que existia às margens da Rua Souza Aguiar e atravessava onde atualmente passa a Avenida dos Andradas, até numa rua que se chama "Rua da Ponte", em alusão à antiga ponte existente no local. Devido à extensão das obras de canalização do Ribeirão Arrudas no trecho entre o bairro São Geraldo até a cidade de Sabará, que se iniciou no ano de 1992, foi fechado este acesso para veículos entre os bairros São Geraldo e Esplanada, sendo que este acesso passou a ser realizado a partir de então, pela Avenida Itaituba. Foi necessário ser alterado inclusive, na época, o itinerário das linhas de ônibus que iam para os bairros São Geraldo, Caetano Furquim e Casa Branca.

## Linhas de ônibus
Parte interna do bairro:
- 9502 - São Geraldo/São Francisco - Via Esplanada
- 9202 - Pompeia/Jardim América
- 9250 - Caetano Furquim/Nova Cintra - Via Savassi
- 901 - Circular Leste

Entorno do bairro, à Avenida dos Andradas:
- 4801 - Boa Vista/Jardim Filadélfia
- 9411 - Casa Branca/São José
- 9205 - Nova Vista/Nova Cintra - Via Andradas (Atendimento ao bairro Patrocínio)
- 9032 - Granja de Freitas